# Guennadi Ziuganov
Guennadi Andreievitch Ziuganov (em russo:  Генна́дий Андре́евич Зюга́нов; Oriol, 26 de Junho de 1944) é um líder político russo e atual presidente do Partido Comunista da Federação Russa — sucessor do antigo Partido Comunista da União Soviética, segundo maior partido no país.
Foi o candidato oficial nas últimas eleições presidenciais da Rússia tendo feito oposição ao actual presidente, Vladimir Putin.

É um dos principais políticos do país, e, juntamente com Vladimir V. Jirinovsky (LDPR), o mais influente membro de oposição da Rússia.[carece de fontes?] Recentemente em um plenário do partido disse:
Um momento muito perigoso para a Rússia e o mundo inteiro. Por mais forte que possa parecer, os alicerces estão desmoronando e imagens familiares estão sendo substituídas por novas. Em vez de “prosperidade” e “abundância”, que a propaganda burguesa apresentava como conquistas do capitalismo, vemos sua crise sistêmica com as mais feias manifestações. Não "o melhor remédio do mundo", mas os necrotérios lotados da Lombardia italiana. Não é um "mercado autorregulado", mas empresas e bancos fazendo fila para obter apoio do governo. Não é o granizo que floresce em uma colina, mas milhões de pessoas famintas e aquelas que não têm economias com algumas semanas de antecedência. Estas são as marcas deste admirável mundo novo.— G.A. Zyuganov no XIII Plenário do Comitê Central de 19 de janeiro de 2021

## Nota
1. ↑  Alguns veículos de comunicação utilizam incorretamente transliterações feitas para outros idiomas, como Gennady Andreyevitch Zyuganov.[8][9][10]